# KMGi
KMGi Group — приватний холдинг компаній, що спеціалізується на Інтернет-технологіях, зв'язках із громадськістю та присутністю у вебмережі. Складається із KMGi Studios (агенція інтерактивних продуктів, переважно для вебу), Intuic (агенція зі зв'язків з громадськістю та соціальних медіа), TransparentBusiness (SaaS-послуга) та WikiExperts (послуги з онлайнової присутності).
Заснований у 1997 році в Нью-Йорку як російськомовна рекламна агенція. Згодом спеціалізація компанії змістилася на Інтернет-орієнтовані послуги, такі як веброзробка, Інтернет-маркетинг, розробка програмного забезпечення та онлайнових презентацій. Інше дочірнє підприємство KMGi — Publicity Guaranteed — займається створенням пабліситі своїм клієнтам.

## Історія

### Заснування та Інтернет-маркетинг
Компанія KMGi була заснована в Нью-Йорку Олександром Конанихіним (англ. Alex Konanykhin), Миколою Меншоковим та Оленою Грачовою в 1997 році. Назва компанії утворена з перших літер прізвищ засновників. Початково це була російськомовна рекламна агенція з офісом у Емпайр-Стейт-Білдінг, але незабаром сконцентрувалася переважно на розробці динамічних вебсайтів для своїх клієнтів.
Компанія розпочала із 35 найманими працівниками та фізичним офісом, однак з часом повністю перейшла на використання «віртуального офісу». Багато з працівників компанії є мешканцями Росії.
За рік від заснування, KMGi почала використовувати технологію Macromedia Flash для онлайн-реклами. Підхід KMGi полягав у поєднанні інтерактивності Інтернету із особливостями телевізійної реклами. Олександр Меншоков, креативний директор (CCO) агенції, розробив спосіб використання векторної графіки для вебреклами, що значно економило Інтернет-трафік порівняно із растровою графікою. KMGi стала однією з перших компаній, що створювала анімовану рекламу в Інтернеті, подібну до телевізійної. Розробка таких «відеобанерів» коштувала вдвічі чи втричі більше за типові веббанери, але вже у 2000 році дослідження показало їхню вдвічі вищу ефективність.
У серпні 2000 року KMGi оголосила, що вона співпрацює із Unicast для переходу від інтерактивної реклами на проміжних сторінках (interstitial) до використання інтерактивного формату, який не вповільнює завантаження сторінок (superstitial). У 2002 році сайт KMGi став одним з перших сайтів у Інтернеті, виконаним цілком на мові програмування Lingo у Flash-середовищі.

### Продукти та послуги
У 2000 році, у відповідь на падіння доткомів, KMGi змінило свій бізнес-план. За пропозицією інформаційного директора (CIO) Алекса Кошеля компанія почала продавати програмне забезпечення для роздрібної торгівлі. До 2004 року KMGi вже мала 1,4 млн доларів продажів. Водночас компанія не покинула сферу Інтернет-реклами цілковито, приваблюючи глядачів пропозицією безкоштовної програми проти спаму за перегляд 30-секундної реклами. KMGi також створила WebPresentations — досконаліший засіб для презентацій, які можна було переглядати у вебмережі. У 2004 році, аби переконати Microsoft запровадити кращий захист паролів користувачів, KMGi також випустила утиліту під назвою SeePassword, що дозволяла користувачам відновлювати приховані чи загублені паролі із оглядача Internet Explorer.
У 2005 році KMGi утворила дочірнє підприємство Publicity Guaranteed, що займається розбудовою пабліситі для своїх клієнтів. Компанія використовувала новітній підхід, в якому клієнт мав платити лише за успішні розміщення новин у медіа. У випадку клієнта Absolute Poker, свого часу одного з 10 найбільших серверів онлайн-покеру, Publicity Guaranteed протягом 2005–2006 років забезпечила 40 публікацій у пресі (зокрема в USA Today та New York Times) про організоване клієнтом змагання з покеру за стипендії на навчання. Але офшорні власники Absolute Poker відмовлялися сплатити 43 000 доларів США за PR-послуги, через що ця інформація отримала розголос у пресі. У цей же період KMGi перейшла на роботу з віддаленими працівниками замість винаймання осіб лише у своїх офісах у Нью-Йорку та закордоном.
У 2010 році KMGi утворила дочірнє підприємство під назвою WikiExperts, що спеціалізується на створенні та підтримці статей Вікіпедії для компаній, а також наданні консалтингових послуг щодо створення статей. У часі створення WikiExperts Олександр Конанихін висловлював думку, що Вікіпедії варто розміщувати Інтернет-рекламу для генерації більших прибутків та оплати праці «кваліфікованих експертів» задля покращення її статей.

## Визначні клієнти
Серед клієнтів KMGi з інтерактивної Інтернет-реклами та інших послуг такі компанії як Volvo, Pfizer, DuPont, Verizon та Macromedia. Агенція також розробляла рекламу для Coca-Cola, Lexus, видання New York Post та інших.

## Програмне забезпечення
У 2004 році KMGi почала просування продукту під назвою SeePassword, який дозволяв користувачам переглядати паролі на екрані, які зазвичай відображаються як кружечки чи зірочки. За інформацією видання PC Magazine, однією з цілей KMGi було переконати Microsoft покращити захист паролів користувачів у Internet Explorer.
У 2011 році KMGi представила сервіс TransparentBusiness, що дозволяє роботодавцям чи клієнтам слідкувати за активністю найманих працівників на їх комп'ютерах через монітор активності та знімки екрана. У 2012 році TransparentBusiness отримав спеціальну відзнаку «Rising Star» (Зірка, що сходить) від видання PC World Latin America у номінації «Найкраще рішення на хмарній технології для підприємств».